# Ибрахим Гамбари
Ибрахим Агбола Гамбари е нигерийски дипломат.
Роден е през 1944 г. в Илорин. Завършва Кралския колеж в Лагос и е бакалавър на Лондонското училище по икономика. Между 1970 и 1974 следва политология в Колумбийския университет в Ню Йорк и защитава докторат в областта на международните отношения.
Като дипломат Ибрахим А. Гамбари е постоянен представител на Нигерия към ООН. Бил е два пъти председател на Съвета за сигурност към ООН и председател на Специалния комитет на Обединените нации в борбата срещу Апартейда.
Бивш министър в Министерството на външните работи на Нигерия, Ибрахим А. Гамбари е бил и специален представител на главния секретариат и ръководител на Мисията за наблюдаване към ООН в Ангола (MONUA) 2002 г. и февруари 2003 г. и съветник за Африка на Кофи Анан, преди той да го назначи през юли 2005 за генерален заместник-секретар към Департамента за политика към ООН.
През 2006 (9 – 12 ноември) изпълнява дипломатическа мисия в Мианмар, за да призове към по-дълбоко зачитане на човешките права. Среща се с лидерите на военната хунта в новата административна столица Найпидо. На 11 ноември се среща Аун Сан Су Чи, носител на Нобелова награда за мир.
В последните дни на септември 2007 г. Ибрахим А. Гамбари отново изпълнява дипломатически мисия в Мианмар и е посредник между военното правителство, гражданския протест на будиските монаси и Аун Сан Су Чи, която излежава присъда в затвора и се нуждае от медицинска помощ. На 30 септември се среща с главнокомандващия генерал Тан Чуе.